# Jacques-Charles Bailleul
Jacques-Charles Bailleul, född den 12 december 1762 i Bretteville-du-Grand-Caux, död den 18 mars 1843 i Paris, var en fransk politiker.
Bailleul var vid revolutionens utbrott advokat vid Parisparlamentet, men återvände, när detta avskaffades, till sin födelsestad Bretteville, nära Le Havre. Invald i nationalkonventet 1792, uppträdde han som typen för de moderata samt röstade mot kungens avrättning och girondisternas fängslande. Han måste fly från Paris, men greps och fängslades. Efter Robespierres fall återfick han friheten och sin plats i konventet, slöt sig till de ivrigaste reaktionärerna och var jämte Fréron, "Marseilles bödel", ledare för den så kallade jeunesse parisienne. Medlem av de femhundrades råd, bekämpade han kraftigt den rojalistiska reaktionen och försvarade på allt sätt direktoriet och general Bonaparte. Åren 1799–1803 var Bailleul medlem av tribunatet, men väckte genom sin oppositionslust Bonapartes ovilja, varför han 1804 fick en underordnad statssyssla i landsorten. Efter restaurationen kämpade han för det liberala partiet genom flera politiska broschyrer och det av honom ledda oppositionsbladet Le constitutionel. Han skrev bland annat en som historisk källa värderik vederläggning av madame de Staëls Considérations sur la révolution française med titeln Examen critique des considérations sur les principaux événements de la révolution française avec des observations sur les dix années d'exile du même auteur et sur Napoléon Bonaparte (1818). 